# Bolivias historie
 Der er for få eller ingen kildehenvisninger i denne artikel, hvilket er et problem. Du kan hjælpe ved at angive troværdige kilder til de påstande, som fremføres i artiklen.

.
Bolivias historie begynder med bosættelser i området for mere end 20.000 år siden, hvor det område, der i dag udgør Bolivia blev beboet af indvandrende stammer nordfra. Der blev grundlagt præ-columbianske indianske civilisationer i Andesregionen, såsom Tiwanaku og Aymara, ligesom lavlandet i den østlige del blev beboet af andre stammer. Fra omkring år 1440 blev højlandet underlagt Inkariget i forbindelse med inkaernes ekspansion.
Inkaernes indflydelse i området blev dog kortvarig, da spanierne koloniserede området i den tidlige del af det 16. århundrede. hvorefter det nuværende Bolivia blev underlagt Spaniens kontrol, der blev udøvet gennem Vicekongen i Peru.
Efter selvstændighed fra Spanien i 1825 har Bolivia været en selvstændig nation. Landet har været præget af fattigdom og politisk ustabilitet med en lang række militærkup og skiftende regeringsledere. Fra 1982 har Bolivia fungeret som et forholdsvis stabilt demokrati.

## Præcolumbiansk tid
Det område, der i dag udgør Bolivia blev oprindeligt beboet af indvandrende stammer nordfra. Tidspunktet for de første bosættelser er ikke klart.
Den første højkultur i Bolivia var den tidligere avancerede civilisation, der var bosat ved Tiwanaku i det vestlige Bolivia. Hovedstaden i Tiwanaku kan dateres tilbage til omkring 1.500 f.Kr., da det var en lille landsby, der var baseret på landbrug.
Samfundet i Tiwanaku voksede i perioden mellem 600 og 800 e.Kr. og blev et betydningsfuldt regional samfund i det centrale Andes. Det anslås, at byen på sit højeste havde et areal på ca. 6,5 km2 og mellem 15.000 og 30.000 indbyggere. Beregninger foretaget i 1996 baseret på satellitfotos af gamle oversvømmede marker i de tre primære dale Tiwanuku har vist, at området kunne understøtte en befolkning på mellem 285.000 og 1.482.000 mennesker.
Omkring 400 e.Kr. ændrede Tiwanaku karakter fra at være en lokal dominerende magt til at være en ekspansiv stat. Tiwanaku bredte sig ind i Yungas og bragte sin kultur og livsstil til mange andre kulturer i Peru, Bolivia og Chile. Tiwanaku opnåede ikke sin ekspansion ved militær magt, men gennem etablering af alliancer, kolonier og politisk og handelsmæssig afhængighed. Tiwanuku-kulturens ekspansion fandt sted parallelt med en udvikling i kunst og arkitektur, ligesom befolkningen i området voksede kraftigt. Tiwanaku fortsatte med at inkorporere den underlagte folks kulturer i Tiwanaku-kulteren i stedt for at udslette dem. Arkæologer har konstateret væsentlig ændringer i Tiwanaku op gennem denne periode, hvor det kan ses, at fremmede kulturers kunst inden for bl.a. pottemageri inspirerede og ændrede Tiwanaku egne traditioner.
Tiwanakus elite opnåede deres status ved det overskud af fødevarer som de kontrollerede og indsamlede fra fjerne regioner og som blev fordelt til områdets befolkninger. Elitens kontrol med bestanden af lamaer blev ligeledes et vigtigt element til kontrol af samfundet, da befolkningerne var afhængige af lamaerne som lastdyr for at kunne transportere varer over de store afstande i imperiet. Besiddelse af lamaer blev et vigtigt element i fastlæggelsen af social status i Tiwanaku-kulturen. Gennem kontrol og administration af imperiets ressourcer (fødevarer og lastdyr) voksede elitens magt frem til ca. 950 e.Kr., hvor der indtrådte dramatiske ændringer i klimaet, der medførte et væsentligt fald i mængden af nedbør i området omkring Titicacasøen, hvilket har forårsaget omfattende tørke i området.
Manglen på nedbør i imperiets centrale dele medførte, at byerne i imperiets periferi modtog færre fødevarer, hvilket førte til en svækkelse af elitens magt. Omkring år 1000 var imperiet smuldret som følge af den manglende produktion af fødevarer. Kulturen uddøde og området omkring Tiwanaku forblev ubeboet i flere hundrede år herefter.
De områder, der tidligere var kontrolleret af Tiwanaku-imperiet blev beboet af aymaraerne, der etablerede en række kongedømmer i Andesregioen.

## Den spanske koloniperiode

### Erobret af Spanien
Francisco Pizarro, Diego de Almagro og Hernando de Luque ledte den spanske opdagelse og erobring af Inkariget. De sejlede sydpå fra stillehavskysten fra Panama for at få bekræftet eksistensen af det sagnomspundne land med guldrigdomme "Biru" (senere ændret til Peru).
Ved spaniernes møde med Inkariget i 1532 var riget præget af konflikten mellem Huayna Capacs sønner Huascar og Atahualpa, der netop havde kæmpet om kontrollen over riget efter faderens død. Selvom Atahualpa netop havde besejret sin bror, havde han ikke konsolideret sin magtbase, ligesom han ikke anså de få spaniere for nogen trussel mod Inkariget. Det lykkedes Atahualpa at få de få hundrede spaniere til at tage op i bjergene til Cajamarca, hvor Atahualpa gjorde holdt på sin rejse mod Cusco for at lade sig krone som kejser efter sejren over broderen Huascar. Atahualpa rådede over en hær på 80.000 mand, der netop havde besejret Huascars hær. Spaniernes styrke talte ca. 150 mand.
Det lykkedes imidlertid de spanske conquistadors at lokke Atahualpa i et baghold den 16. november 1532. Atahualpa havde til mødet kun medbragt de ca. 8.000 mand, der udgjorde elitestyrkerne, idet de resterende ca. 72.000 mand opholdt sig uden for byen. Inkaerne havde tydeligvis ikke forventet, at spanierne udgjorde nogen trussel og medbragte alene rituelle våben til mødet med spanierne. Da spanierne angreb Atahualpas styrker på pladsen i Cajamarca, blev inkaerne for første gang mødt med skydevåben og kavaleri. De godt 150 spanierne dræbte de 8.000 inkaer og tog Atahualpa til fange. Den øvrige del af inkaernes hær uden for byen flygtede, da de blev bekendt med nederlaget. Året efter faldt Cusco, og blev lagt ind under spansk overherredømme.
På trods af den overrumpende og hurtige sejr, var der dog løbende en lang række opstande blandt de underlage inkaer og andre folk i området. Manco Inca, der var indsat af spanierne som en marionet-kejser, gjorde i 1537 oprør og grundlagde en ny inkastat, der igennem flere årtier stod bag oprør mod spanierne i området. Den oprindelige befolkning i det område, der i dag udgør Bolivia gjorde hyppigt oprør, men oprørerne var lokale, og sjældent koordinerede. Det sidste store oprør i regionen fandt sted i 1780-1781 ledet af Túpac Amaru II, men også dette oprør endte uden succes.
I de to første årtier af under det spanske herredømme blev koloniseringen af det bolivianske højland - nu kaldet Alto Peru (Øvre Peru) eller Charcas - forsinket som følge af en væbnede kampe mellem Pizarros støtter og Almagros støtter. De to conquistadors havde opdelt Inkariget mellem sig, hvor Pizarro havde fået den nordlige del (omtrent det nuværende Peru) og Almagro den sydlige (omtrent det nuværende Bolivia og det nordlige Chile). Men allerede i 1537 udbrød kampe mellem de to, da Almagro belejrede Cusco. Pizarro besejrede Almagro i 1538 og henrettede ham herefter, men Pizarro blev selv dræbt i 1541 af Almagros tidligere støtter. Francisco Pizarros bror, Gonzalo Pizarro, overtog herefter kontrollen med øvre Peru.

### Borgerkrig mellem spanierne om kontrollen med de erobrede provinser (1544-1548)
Den spanske krones mål med koloniseringen var at skabe en stabil indkomst i Spanien af varer og mineraler (primært guld og sølv) og der blev i det spirende imperium tilrettelagt en administration, der skulle sikre en stabil indkomst for kronen.
Spanien havde ved kolonisationens begyndelse benyttet sig af den såkaldte Encomienda, der tildelte de enkelte conquistadors en række rettigheder over de indfødte. Conquistadorerne var forpligtet til at lære de indfødte spansk og omvende dem til kristendommen; til gengæld skulle de indfødte levere tribut i form af varer og arbejde til den spanske krone. Det spanske 'encomienda' medførte i realiteten, at den indfødte befolkning blev gjort til slaver, der var underlagt de enkelte conquistadors forgodtbefindende. Systemet viste sig imidlertid at være ineffektivt set fra den Spanske konges synspunkt, idet mængden af varer (og særlig guld og sølv) fra de nye kolonier viste sig at være mindre end forventet, bl.a. fordi de enkelte conquisatadors vilje til at sende tribut til den spanske konge var behersket.
Efter erobringen af Inkariget og koloniseringen af Peru og Bolivia, ønskede den spanske krone derfor at sikre sig kontrol med de egenrådige conquistadors, og at etablere en administration i de nye kolonier, der effektivt var i stand til sikre den spanske konge indtægter fra kolonierne.
Francisco Pizarro var blevet udnævnt som guvernør i den erobrede provins, der fik navnet Ny Kastilien (spansk: Nueva Castilla) med administrativt centrum i byen Lima. Da Piazarro blev myrdet, overtog Cristóbal Vaca de Castro i 1541 posten som guvernør, men allerede i 1542 blev det besluttet an nedlægge Ny Kastilien og i stedet etablere et vicekongedømme med en vicekonge, der skulle repræsentere den spanske konge i området, der ligeledes skulle styrkes med nedsættelse af en Audiencia. Som vicekonge i Peru blev udpeget spanieren Blasco Núñez Vela, der fik til opgave at gennemføre de nye love (spansk: Leyes Nuevas), som spaniens konge, Karl 5. af Det Tysk-Romerske Rige, havde udstedt. De nye love skulle stække de lokale conquistadorers og godsejeres magt og sikre en mere rimelig behandling af den lokale befolkning, der blev behandlet særdeles voldsomt af de nye koloniherrer.
Vela rejste fra Spanien i december 1542 og ankom til Lima den 17. maj 1544. Blasco Núñez Vela blev mødt med betydelig skepsis af den lokale elite i Lima. Francisco Pizarros bror, Gonzalo Pizarro, der kontrollerede de sydlige dele af provinsen nægtede at anerkende Velas autoritet. Vela anså guvernør Cristóbal Vaca de Castro for at samarbejde med Piazarro og lod ham arrestere. Vela måtte dog konstatere, at der var udbredt modstand mod de nye love, og han underskrev i samarbejde med de lokale stormænd en anmodning til Karl 5. om at suspendere indførelsen. Vela fastholdt dog, at han ikke på egen hånd kunne suspendere de nye love. I september 1544 kom Vela i skænderi med en spanier i Lima, som Vela beskyldte for forræderi, hvorefter Vela dræbte ham. Audienciaen brød herefter åbent med Vela, og fik ham arresteret og sendt tilbage til Spanien. Audienciaen udnævnte herefter i stedet Gonzalo Pizarro som guvernør i provinsen og til at være den spanske konges lovlige repræsentant.
Vela blev sendt tilbage til Spanien, men blev dog frigivet undervejs, hvorefter han samlede en hær af 1.200 veltrænede og veludrustede soldater, og vendte tilbage til Lima i oktober 1544. Vela rykkede ind i Lima, hvorefter hans hær i 1545 deltog i en række træfninger med Pizarros tropper i flere af provinsens byer. Den 18. januar 1546 stod de to hære overfor hinanden ved slaget om Añaquito. Slaget endte med et nederlag for Velas hær. Vela blev taget til fange og halshugget, hvorefter Velas hoved blev sat på en stejle til at understrege conquistadorernes sejr.
Efter nederlaget for Karl 5.'s vicekonge til conquistadorerne, lod kongen Pedro de la Gasca udnævne til ny Vicekonge af Peru. Karl 5. havde økonomiske problemer som følge af krige i Europa og havde ikke råd til at sende en større hær til den nye verden for at nedkæmpe oprørerne, hvorfor han valgte Pedro de la Gasca til at genoprette roen i kolonierne. de la Gasca havde tidligere vist betydelige diplomatiske evner i forhandlinger med kong Henrik 8. af England og Karl 5. gav Gasca ubegrænset autoritet til på sine vegne at nedkæmpe oprøret i kolonien med alle midler.
Gasca sejlede fra Spanien i maj 1546 uden tropper og uden penge. Med ham var alene to dominikanermunke og nogle tjenere. Gasca ankom til Panama, hvor Gonzalo Pizarros flåde var stationeret. Ved ankomsten til Panama introducerede Gasca sig som mægler og fredsskaber og forklarede, at hvis ikke det lykkedes ham at skabe fred i området, ville en styrke på 40 skibe og 15.000 veltrænede soldater rejse ud fra Sevilla i Spanien med det formål at nedkæmpe oprøret militært. Det lykkedes Gasca at overtale Pizarros officerer til loyalitet overfor den spanske konge og til at støtte Gasca.
Piazarro lod sig dog hverken overtale eller skræmme. Han begav sig i stedet i hemmelighed til Cusco, hvor han havde loyale tropper. Gasca drog med Piazzos flåde til Tumbes ved kysten i Peru, hvor han ankom i 1547. Han genetablerede den spanske konges magt i området og meddelte amnesti til alle oprørere mod fremtidig loyalitet til kongen og genindførte de nye love, der havde været årsagen til oprøret. Gasca samlede herefter en hær og drog mod Cusco for at møde Piazarro.
I december 1547 stod de to hære overfor hinanden på sletten ved Jaquijahuana (Sacsahuana) nær Cuzco. Piazarros havde en stærk hær, men det lykkedes diplomaten Gasca at overtale de fleste af Piazarros officerer til at skifte side. Piazarro fastholdt dog modstanden, men måtte se sin hær skrumpe uden kamp. Stillingskrigen forsatte, og først den 9. april 1548 kom det til et slag mellem de to hære ved slaget ved Jaquijahuana. På det tidspunkt var store dele af Piazarros hær deserteret, og Gascas tropper kunne let nedkæmpe resterne af Piazarros hær. Gasca lod Piazarro og en nogle af de fremtrædende officerer henrette, men meddelte amnesti til resten af rebellerne.
Efter nedkæmpelsen af oprøret var den spanske konges magt i området atter etableret, og Vicekongen af Peru kunne i samarbejde med Audienciaen påbegynde opbygningen af en administration undergivet den spanske konge. Senere på året grundlagde kolonimyndighederne byen La Paz, der hurtigt blev et vigtigt centrum for handel og transport i området.

### Konsolidering af den spanske krones magt
Vedvarende modstand og oprør forsinkede erobringen og koloniseringen af Bolivias østlige lavland. Spanierne grundlagde Sa Sierra i 1561, men Chaco-regionen (spansk: Gran Ce) forblev en konfliktfyldt grænse gennem hele koloniperioden. De oprindelige stammer i Chaco, hovedsagelig Chiriguano, fortsatte ufortrødent sine angreb mod kolonisternes bosættelser og byer gennem perioden og formåede at holde sig uden for direkte kontrol fra spaniernes side.
Rigdommene i Øvre Peru og den lange afstand til Lima overbeviste i 1558 Gasca og myndighederne i Lima om grundlaget for at etablere en audienca (et råd, der bistod vicekongen og som var øverste appelinstans i områdets retssager, ligesom de havde en række administative beføjelser i vicekongens fravær) i byen Chuquisaca (nutidens Sucre). Chuquisaca var blevet en vigtig by, der leverede fødevarer og administration til den nærliggende Potosí, der allerede i 1538 var central for den spanske koloni grundet de store fund af sølv og andre mineraler i området. Audiencaens jurisdiktion omfattede oprindeligt området Charcas, et 1.796 km² stort område omkring Chuquisaca, men blev hurtigt udvidet til også at omfatte Santa Cruz og områder, der i dag er en del af Paraguay samt, indtil 1568, hele Cusco-distriktet. Audiencaens præsident havde den administrative og dømmende magt i området, men kun i mindre sager, idet alle væsentlige sager skulle besluttes i Lima, hvor vicekongen havde hovedsæde. Dette ledte til interne gnidningers mellem de to administrative enheder, og gav Øvre Peru et ry for at være selvbevist, hvilket ikke blev mindre af den fremtrædende økonomiske vægt som Øvre Peru udgjorde i det samlede spanske koloniimperium. Sølvminerne i Bolivia producerede en stor del af Spaniens velstand og byen Potosí med de rige forekomster af sølv var i mange år den største by på begge de amerikanske kontinenter.
I begyndelsen kontrollerede den spanske krone de lokale regeringer indirekte, men med tiden blev kontrollen mere centraliseret. Oprindeligt havde vicekongen Francisco de Toledo bekræftet de lokale stormænds rettigheder og lovet dem lokal autonomi, men som tiden gik blev der ansat spanske embedsmænd corregidores de indios, der indsamlede tribut og skatter fra den oprindelige indianske befolkning. De spanske Corregidores de indios importerede også varer fra Spanien, som den indianske befolkning blev tvunget til at købe. Praksis med at tvinge lokal befolkningen til at købe importerede varer skabte en betydelig velstand for de udnævnte corregidores de indios, men blev mødt med megen bitterhed af den oprindelige indianske befolkning.
I slutningen af 1700-tallet gennemførte Spanien en administrativ reform for at forøge indtægterne fra kolonierne og for at give den oprindelige befolkning en tiltrængt beskyttelse mod overgreb. Der blev dog tillige indført en forhøjelse af de skatter, som befolkningen blev pålagt og opgøret kan i højere grad ses som et indgreb over for de lokale spanske embedsmænd, der havde en indbringende forretning med at indsamle skatter og tribut m.v., men ikke altid sendte samtlige midler til Spanien. Der blev indført et system med guvernører (intendantes), der blev givet omfattende beføjelser, der var direkte underlagt den spanske konge. I 1776 overgik Øvre Peru fra Vicekongen i Peru til det nyligt etablerede Vicekongerige i Rio de la Plata i Buenos Aires. I 1784 blev indført fire distrikter i Øvre Peru; hver undergivet en guvernør. De fire distrikter omfattede de områder, der i dag udgør de bolivianske departementer La Paz, Cochabamba, Potosi og Chuquisaca.

### Katolicismens indførelse
Med de førte spanske bosættere i Øvre Peru blev iværksat bestræbelser på at omvende den oprindelige befolkning til Kristendommen. Det første bispedømme blev grundlagt i 1552 i La Plata (nutidens Sucre) og i 1605 blev etableret bispedømmer i La Paz og Santa Cruz.
Et væsentligt element i missionen var grundlæggelsen af de to ældste amerikanske universiteter i Lima (Universidad Nacional Mayor de San Marcos, 1551) og La Plata (Universidad Mayor Real y Pontificia San Francisco Xavier de Chuquisaca, 1623), der stod for uddannelse af præster.
På trods af, at den oprindelige befolknings religion hurtigt forsvandt, fortsatte de lokale indianere med tilbedelse af oprindelige guder og ånder. Som tiden gik blev det religiøse sammensmeltet i en katolsk religion, hvor den oprindelige religion fortsat spiller en væsentlig rolle. De oprindelige oprør blandt indianerne var vendt mod kristendommen, men tog senere afsæt i en kristen messias-symbolisme baseret på romersk-katolske forestillinger, og blev i stedet anti-spanske. Kirken var forholdsvis pragmatisk indstillet overfor de oprindelige indianske religioner og disses indarbejdelse i udøvelsen af kristendommen i området.
I 1600-tallet og i første halvdel af 1700-tallet var Jesuiterordenen aktiv i store dele af Sydamerika og således også i Bolivia. Efter Jesuiterordenen blev forbudt i 1773 forfaldt de mange missionsstationer, men Jesuitmissionerne i Chiquitos er efterfølgende blevet restaureret og er i dag optaget på UNESCOs Verdensarvliste.

### Oprør og utilfredshed blandt den etnisk spanske befolkning
Nederlaget til de spanske conquistadors og det spanske koloniherredømme betød dramatiske omvæltninger for lokalbefolkningen. Uden modstandskraft overfor europæiske sygdomme som skoldkopper og mæslinger døde tusindvis af den oprindelige befolkning i epidemier, der drastisk reducerede befolkningens størrelse. Situationen blev yderligere forværret i 1700-tallet, da Spanien forlangte højere tribut samt yderligere arbejdsforligtelser fra den indianske befolkning.
Under det spanske koloniherredømme opstod løbende en række revolter og oprør mod kolonimagten. Alene i 1700-tallet opstod mere end 100 mere eller mindre omfattende oprør i Bolivia og Peru. Det væsentligste af disse oprør var oprøret ledt af Túpac Amaru II. Túpac Amaru II var en veluddannet spansktalende etnisk indianer oprindelig født som José Gabriel Condorcanqui, der havde taget navnet Túpac Amaru fra sin forfader. Op igennem 1770'erne blev har forbitret over den hårdhændede behandling af den oprindelige befolkning, som de spanske corregidores de indios udsatte dem for. I november 1780 tilfangetog Túpac Amaru II og hans støtter nogle særlig brutale corregidor de indios, som herefter blev henrettet. Túpac Amaru II insisterede på, at hans bevægelse var reformistisk og ikke ønskede at bringe det spanske overherredømme til ophør, men at han ønskede en autonom region.
Det lokale oprør bredte sig hurtig og blev en egentlig revolte, der blev aktivt støttet af mere end 60.000 indianere fra Peru og Andesbjergene. Efter at have opnået en række sejre over den spanske hær, blev Túpac Amaru II tilfangetaget og henrettet i maj 1781; men oprøret fortsatte i regionen, bl.a. under ledelse af indianerlederen Tomás Catari, der stod i spidsen for et oprør i Potosí i 1780 og Julián Apaza, der belejrede La Paz i mere end 100 dage i 1781. I 1782 henrettede spanierne en Aymara-kvinde, Bartolina Sisa, der også havde stået i spidsen for et oprør. Først i 1783 opnåede Spanien ro i området, hvorefter de henrettede tusindvis af indianere.
I slutningen af 1700-tallet opstod blandt criolloerne (personer af ren spansk etnicitet, men født i den nye verden) også en begyndende modstand mod Spaniens overhøjhed i landet. Criolloerne begyndte at tage aktivt del i økonomien, særlig inden for minedrift og landbrug, og var derfor modstandere af de merkantalistiske handelsbarrierer, som den spanske krone pålagde landet. Derudover var criolloerne misfornøjede med, at alle højere positioner i landets administration alene blev tildelt peninsulares (personer fra Spanien, der var bosat i den nye verden).
Oplysningstiden, med dens vægt på rationalisme og frihedsidealer og individualistiske tendenser, bidrog til criolloernes misfornøjelse med det spanske styre. Inkvisitionen havde ikke holdt tankerne af Voltaire, Denis Diderot, Benjamin Franklin, Thomas Paine, Jean-Jacques Rousseau, John Locke og andre ude af Sydamerika. Begivenhederne under Den franske revolution og Den amerikanske uafhængighedskrig prægede ligeledes criolloerne i Øvre Peru. Selvom Øvre Peru grundlæggende var loyal i forhold til Spanien, fortsatte oplysningstidens idealer og spørgsmålet om uafhængighed med at blive diskuteret.

## Frihedskrigen
Allerede 1809 begyndte oprøret mod Spanien, men først 1825 var den spanske magt fuldstændigt brudt, efter at general Sucres sejr ved Ayacucho den 9. december 1824 havde gjort insurgenterne overmægtige i hele øvre Peru. En nationalforsamling i Chuquisaca proklamerede den 6. august 1825 landets selvstændighed og antog til Simon Bolivars ære navnet Bolivia.
Året derefter blev general Sucre præsident med den af Bolivar givne forfatning (code boliviano). Denne vakte snart modvilje, efter som den ikke var demokratisk nok, og efter flere uroligheder måtte Sucre opgive magten og forlade landet i april 1828.

## Santa Cruz
Forfatningen omdannedes, og efter nye strider blev general Andrés de Santa Cruz, som havde taget aktiv del i foregående års frihedsstrider, præsident i 1829. Han lod udarbejde en lovbog i 1831 og forsøgte at fremme landets opdyrkning ved at tilbyde indvandrende europæere gode vilkår. Efter nogle års fred og en økonomisk opblomstring søgte Santa Cruz, benyttende sig af uroligheder i Peru, at få udført en forening af Bolivia og dette land. Han rykkede i 1835 ind i Peru, slog præsidenten Gamarra og erobrede i 1836 hele landet, hvor efter han som pacifikator af Peru udråbtes til det nordlige og sydlige Perus (det vil sige Perus og Bolivias) statsoverhoved. Han gav begge stater en forfatning, hvorefter hver stat selvstændigt skulle forvalte sine indre forhold, men være forenede under en centralregering, hvis ledelse blev overdraget ham selv som protektor for 10 år. Denne fremgang vakte Chiles misundelse. Gamarra fik hjælp derfra, og Santa Cruz blev slået ved Yungay den 20. januar 1839. Peru gjorde sig frit, og Santa Cruz måtte forlade landet.

## Ballivian
General Ballivian blev kort derefter anerkendt som præsident, vandt i 1841 en fuldstændig sejr over Gamarra, som var rykket ind i Bolivia, og sluttede 1842 fred med Peru. Trods alle forsøg af Santa Cruz på at styrte ham holdt Ballivian sig ved magten til 1848, hvorefter en militærrevolution inden for kort tid bragte krigsministeren, general Belzu, til magten. Den nu følgende periode i Bolivias historie kendetegnes af strider mellem rivaliserende militærer, som greb til våben, ofte støttede alene på en garnison eller et regiment. Ingen virkelige politiske partier fandtes blandt befolkningen, hvilken ofte underkastedes et yderst tyrannisk regimente af de sejrende præsidenter. Hovedsagelig mens han støttede sig på indianerne, holdt sig Belzu ved magten som præsident til februar 1855, trods gentagne sammensværgelser. Han fik da sin måg general Cordova anerkendt som sin efterfølger, men denne måtte allerede i september 1857 vige for doktor Linares, der forud havde vist sig som Belzus mest forbitrede modstander og nu af "de liberale" opsattes mod de forhadte militærfolk. Linares undertrykte al opposition og lod i marts 1858 udråbe sig til diktator, men styrtedes allerede i januar 1860 af Cordova, der imidlertid ikke formåede at holde sig ved magten i mere end et år. Efter, at han var blevet styrtet, udråbtes general Acha til præsident og formåede ved lige dele hensynsløshed og forsigtighed i nogle år sikre sin stilling, så at han kunne indlede handelspolitiske forbindelser med USA og Frankrig samt begynde at arbejde på landets økonomiske fremgang. Achas strenge styrelse fremkaldte imidlertid modvilje mange steder, flere militæroprør udbrød, og tidvis rådede almindeligt anarki, især i 1865, da Acha, den fra Peru tilbagevendte Belzu og en af de mange insurgerende militærfolk, oberstløjtnant Melgarejo, stredes om magten. Den sidstnævnte besejrede først Acha og siden Belzu, som døde i striden, og holdt sig siden, trods gentagne militærrevolter, ved magten til 1869 som formel præsident, derefter som diktator til juni 1871, da han blev styrtet af oberst Morales, som dog allerede i oktober 1872 faldt for morderhånd.

## Stridigheder med Chile
Såvel Melgarejo som Morales gjorde gode ansatser for at fremme landets økonomiske udvikling i den udstrækning, de indre stridigheder gjorde dette muligt. Den vigtigste hændelse i Bolivias historie under den følgende tid er dets deltagende i den såkaldte Stillehavskrig, som fortrinsvis var blevet fremkaldt af Perus og Bolivias misundelse mod Chiles hastige indre udvikling og deres uro for dette riges udvidelsesbestræbelser. Mellem Bolivia og Chile fandtes en gammel grænsetvist, hvilken under et nærmende mellem de to republikker i 1866 var blevet løst således, at Bolivia anerkendte 24° sydlig længde som nordgrænse for Chiles område samt afstod til Chile den halve toldindkomst, minedriftsret og store handelsbegunstigelser i kystlandet mellem 23de og 24do breddegrader. 1870 havde et engelsk-chilensk firma yderligere fået ret at drive minedrift i et nord for 24° sydlig længde beliggende område.
Med Peru, som ligeledes anså sit territorium truet af chilensk foretagsomhed, indgik Bolivia under præsident Ballivian (1872–73) et hemmeligt forsvarsforbund i februar 1873, en aftale med Chile kom i stand under præsident Frias (1873–76), men den aftale, som denne havde indgået blev aldrig ratificeret, og efter at Frias var blevet styrtet ved en militærrevolte af general Daza, kom konflikten snart til åbent udbrud. Daza lagde nemlig i strid med aftalen en meget høj udførseltold på salpeter og søgte ved trusler om at lægge beslag på alle de chilenske eksportørers salpeter at formå Chiles regering at affinna sig med dette tiltag. Chile svarede med at lade sin flåde blokere Antofagasta og to andre bolivianske havne, Antofagasta blev okkuperet af chilenske tropper den 14. februar 1879, og Bolivia erklærede krig den 1. marts samme år. Den peruanske regering, som havde opægget Daza, tilbød nu sin mægling, hvilket blev afslået af Chile, som i stedet fordrede en neutralitetserklæring samt ophævelse af den hemmelige aftale af 1873. Perus vægren fremkaldte fra Chiles side en krigserklæring, hvor efter Bolivia og Peru indgik en angrebs- og forsvarsaftale. Daza overdrog hele krigsbyrden til Peru. Den slet udrustede bolivianske hær forenede sig ganske vist i det sydlige Peru med den peruanske, men underrettelsen om chilenske fremgange skræmte Daza til et hastigt tilbagetog, hvorpå han blev fordrevet af den forbitrede hær samtidig med, at en revolution i La Paz ophøjede general Campero til præsident i december 1879. Ved årets slutning var chilenerne efter en sejr over Perus flåde herrer til søs og i besiddelse af størstedelen af Bolivias kystland. Bolivia deltog derefter kun lidt i striden, dets hær opløste sig, og efter Perus endelige nederlag kom det 1884 mellem Bolivia och Chile til en våbenhvile på ubestemt tid, ifølge hvilken Bolivia til sejrherren afstod hele sit kystland (området Mejillones).

## Genopbygningen
Efter krigens afslutning fulgte i Bolivia en periode af relativt ro, hvorunder landet genopbyggedes og økonomisk gik fremad. Præsidenterne Pacheco (1884–88), Arce (1888–92) og Baptista (1892–96) sad alle embedstiden ud, uforstyrrede af militærrevolutioner. 1896 blev doktor Severo Alonso præsident. Under hans embedstid tændtes atter oprørsflammen som følge af en i december 1898 antaget lov, som gjorde Sucre til landets faste hovedstad (forud havde La Paz, Cochabamba, Oruro og Sucre på skift været regeringens sæde). I La Paz udbrød straks oprør, og dettes leder, oberst José Manuel Pando, blev efter en sejr over regeringstropperne i april 1899 regeringsmagtens indehaver og i oktober samme år valgt til præsident. Han efterfulgtes i 1904 af doktor Ismael Montes. Bolivias økonomiske opsving blev hæmmet meget ved dets afskæring fra havkysten. Det fik i 1895 ved en aftale med Chile udsigt til at få en havn, Vitor, men dette løfte blev ikke opfyldt.

## Grænsestrid med Brasilien
Omkring århundredeskiftet rodede Bolivia sig ind i nye grænsestridigheder, denne gang med Brasilien angående Acre-området. Et øjeblik truede denne konflikt med at føre til en åben krig, men i foråret 1903 blev truffet en provisorisk aftale, og konflikten bilagdes ved en aftale den 18. november samme år, hvorefter Bolivia afstod størstedelen (omkring 110.800 km2 med 32.000 indbyggere) af det omtvistede område samt til gengæld modtog 2. mio. pd st. og løfte af Brasilien om bygningen af en for Bolivias udførsel vigtig jernbane, som skulle forbinde de sejlbare øvre og nedre dele af den der imellem som følge af vandfald ufarbare Madeira-flod.

## Velstandstider
Bolivias næringsliv nød under de første årtier af det 20. århundrede en opblomstring, takket være bedre kommunikationer og forøget efterspørgsel efter landets fornemmeste eksportartikler, tin, kobber, sølv og kautsjuk. Tinproduktionen udgjorde en fjerdedel af verdensproduktionen, kautsjukproduktionen var efter Brasiliens den største i de sydamerikanske stater. Også store petroleumforekomster begyndte man at udnytte i 1911. Bolivias eksport havde i 1918 en værdi af 183 mio. bolivianos (hvoraf for 130 mio. tin), importen af 35 mio. Til sammenligning: i 1913 var mængderne henholdsvis 97 og 57 mio. Jernbanenettet omfattede 1921 2.255 km. og yderligere 410 km var under udbygning. Bolivia havde nu fået jernbaneforbindelse med havet over både Chile og Peru samt med Argentina, dets vigtigste floder var det øvre løb af Paraguay og Madeira; den sidstnævnte havde ved en jernbane forbi vandfaldene på brasiliansk område fået stor betydning for udførslen af varer fra det østre Bolivia.
Grænsekonflikten mellem Bolivia og Peru vedrørende en del af Acre-området afgjordes i juli 1909 ved en mælingsdom ved Argentinas præsident. Dennes afgørelse fremkaldte først et opløb i La Paz, men efter præsidentskiftet i august samme år, da Montes efterfulgtes af Eliodoro Villazón (1909-13), godtog Bolivia mælingsdommen og genetablerede det venskabelige forhold til Argentina. Bolivia fulgte siden en overvejende fredelig politik, mest indrettet på udviklingen af landets rige, naturlige ressourcer og samfærdselvejenes forbedring. Bolivias letforståelige stræben efter at få direkte adgang til Stillehavet havde tidvis fremkaldt spændte forhold til Peru, hvor man mistænkte Bolivia for at søge at vinde sit mål ved aftale med Chile på bekostning af Perus vedvarende krav på de af Chile i 1883 erobrede provinser Tacna och Arica.
Ismael Montes var på ny Bolivias præsident 1913-17; han afbrød i april 1917 Bolivias diplomatiske forbindelser med Tyskland som følge af den brydning med søfarende amerikanske nationer, som tyskarnes "uindskrænkede ubådskrig" fra februar 1917 havde fremkaldt. Den følgende præsidenten, den liberale Gutiérrez Guerra (1917-20), forsøgte at fremføre bolivianske krav på Arica, men forøgede derved sin upopularitet inden for det republikanske parti, som ønskede at bevare venskabet med Peru, og i juli 1920 blev Guerra afsat ved en paladsrevolution, hvorpå som provisorisk præsident (siden valgt præsident for tiden 1921-25) udsås Bautista Saavedra, som straks erklærede, at Bolivia tænkte sig Arica-spørgsmålets løsning klaret alene ved en fredelig aftale både med Peru og Chile. Et boliviansk forsøg på at 1921 få spørgsmålet optaget til behandling på Folkeforbundets delegeredeforsamlings møde i Genève mødte chilensk modstand og afvisedes af forsamlingen.

## Fremvæksten af den nationalistiske revolutionsbevægelse (1951)
Revolutionistpartiet Movimiento Nacionalista Revolucionario (MNR) voksede frem som et parti med bred støtte. Efter at deres sejr ved præsidentvalget 1951 var blevet underkendt, indledte MNR en fremgangsrig revolution i 1952. Under ledelse af præsident Víctor Paz Estenssoro, indførte MNR med stærk folkelig støtte almindelig stemmeret, gennemførte omfattende jordreformer med uddannelse for landdistrikternes folk og statsovertagelse af de største tinminer.
Tolv år med tumultartet styre splittede MNR. I 1964 styrtede en junta præsident Paz Estenssoro ved udgangen af hans tredje periode ved magten. Da præsident René Barrientos Ortuño, et tidligere medlem af juntaen og valgt i 1966, omkom, fulgte en række svage regeringer. På grund af den almindelige uorden og de voksende folkelige protester indsatte militæret, MNR og andre oberst Hugo Banzer som præsident i 1971. Banzer regerede med støtte fra MNR mellem 1971 og 1974. Efter splittelse i koalitionen erstattede han derefter civile med medlemmer fra de væbnede styrker og afbrød alle politiske aktiviteter. Økonomien voksede under størstedelen af Banzers præsidenttid, men brud på menneskerettighederne og finansielle kriser i slutningen af hans styre undergravede støtten til ham. Han blev tvunget til at afholde valg i 1978, og Bolivia gik atter ind i en periode med politisk turbulens.

## Militærregeringer: García Meza og Siles Zuazo (1978)
Valgene 1979 og 1981 var uafgjorte og prægedes af valgsvindel. Der gennemførtes statskup, modkup og installeredes interimsregeringer. I 1980 gennemførte general Luis García Meza Tejada et hensynsløst og voldsomt kup, som ikke havde folkelig støtte. García kom til magten på vilkår af, at hans regering skulle sidde ved magten i kun et år, men da året var omme, fremtrådte han i TV og erklærede, at han ville blive siddende. Hans regering blev kendt for brud på de menneskelige rettigheder, narkotikahandel og økonomisk vanstyre. Under hans præsidentperiode indtrådte den inflation, som senere skulle svække Bolivias økonomi. Han dømtes i 1989 i sit fravær for flere forbrydelser, blandt andet mord, og udleveredes fra Brasilien i 1995 for at udstå en 30-årig fængselsstraf.

Efter, at militære rebeller havde tvunget García Meza til at gå af i 1981, kæmpede yderligere tre militærregeringer i 14 måneder med Bolivias voksende problemer. Uroligheder tvang militæret til at sammenkalde den kongres, som valgtes i 1980, og tillade den at vælge en ny præsident. I oktober 1982, 22 år efter sin første præsidentperiode (1956-1960), blev Hernán Siles Zuazo atter præsident.

## Sánchez de Lozada og Banzer: Liberalisering af økonomien (1993-2001)
Gonzálo Sánchez de Lozada drev hårdt sine økonomiske og sociale reformer. Den mest dramatiske forandring af Sánchez de Lozadas regering var kapitaliseringsprogrammet under hvilket investorer, mest udenlandske, i bytte mod kapital kunne erhverve 50 % ejerandel og kontrol af statslige virksomheder som fx den statslige olieindustri, telekommunikationssystem, flyselskaber, jernbaner og elektronikindustrien. Reformerne og den økonomiske omstrukturering mødte stærk modstand fra visse dele i samfundet og fremkaldte gentagne og undertiden voldsomme protestaktioner mellem 1994 og 1996, frem for alt i La Paz og kokadyrkningsregionen i Chapare. Sánchez de Lozadas regering gennemførte en politik, som indebar økonomisk kompensation til avlere i Chapare, som frivilligt udryddede ulovlig koka. Politikken fik dog ringe opbakning, og i midten af 1990-erne stod Bolivia for en tredjedel af verdens koka, som forarbejdedes til kokain.
Under den periode blev Bolivias fagforeningers paraplyorganisation, Central Obrera Boliviana (COB), ude af stand til at udfordre regeringens politik. En lærerstrejke i 1995 blev slået ned, da COB ikke kunne mobilisere tilstrækkeligt mange af sine medlemmer, der i blandt byggeri- og fabriksarbejdere. Staten anvendte sig af selektive love for at holde forstyrrelser fra lærerne nede på et minimum. Lærerne ledtes af Trotskijtrogna og ansås at være den mest militante fagforening inden for COB. Deres fald blev et stort tilbageslag for COB, som ble afsløret i korruption og indre stridigheder 1996.
Ved valget i 1997 fik lederen af Acción Democrática Nacionalista (ADN) og den tidligere diktator general Hugo Banzer 22 % af stemmerne, mens MNR fik 18 %. Banzer dannede en koalition mellem ADN, MIR, UCS og CONDEPA, som havde majoriteten i den bolivianske kongres. Kongressen valgte ham som præsident, og han indsattes den 6. august 1997. Under valgkampagnen havde Banzer lovet at afbryde privatiseringen af det statsligt ejede olieselskab YPFB. Dette ville dog antagelig være svært at gennemføre under hensyn til Bolivias svage position i forhold til internationale virksomheder.
Banzers regering fortsatte i stedet med markeds- og privatiseringspolitikken, som var påbegyndt tidligere, og den relativt stadige økonomiske vækst fortsatte frem til Banzers tredje år ved magten. Efter det bidrog regionale, globale og indenlandske faktorer til en nedgang. Finansielle kriser i Argentina og Brasilien, synkende verdenshandelspriser på eksportprodukter og faldende beskæftigelse inden for kokasektoren pressede Bolivias økonomi. Tillige blev en omfattende korruption inden for den offentlige sektor kendt. Disse faktorer bidrog til voksende protester fra samfundet under den anden halvdel af Banzers præsidentperiode.
I begyndelsen af sin regeringstid oprettede Banzer specielle politistyrker, som fysisk skulle udrydde den illegale kokadyrkning i Chapareregionen. Politikken forårsagede en fireårig nedgang i Bolivias kokaproduktion, hvilket førte til, at Bolivia blev en relativt lille leverandør af koka til kokainfremstilling. De mennesker, som blev arbejdsløse på grund af kokaudryddelsen, strømmede ind til byerne, især til El Alto, slumområdet nær La Paz. Jaime Paz Zamoras parti MIR, som støttede denne politik, var Banzers koalitionspartner under hele regeringsperioden.
Banzer forlod præsidentposten den 6. august 2001 efter, at han havde fået diagnosen cancer. Han døde mindre end et år senere. Hans amerikansk uddannede vicepræsident, Jorge Fernando Quiroga Ramírez, var præsident under det sidste år af hans periode.

## Valget 2002
Grundloven tillod ikke Quiroga at deltage i præsidentvalget 2002.
I de nationale valg i juni 2002 vandt den tidligere præsident Gonzalo Sánchez de Lozada (MNR) med 22,5 % af stemmerne foran den coca-forsvarende indianske bondeleder Evo Morales (Movimiento al Socialismo, MAS) med 20,9 %. Morales vandt over populistlederen Manfred Reyes Villa (Nueva Fuerza Republicana NFR) med blot 700 stemmer og fik derved en plads i kongresvalget mod Sánchez de Lozada den 4. august 2002.
En aftale i juli 2002 mellem MNR og fjerdeplacerede MIR, som atter ledtes i et valg af den tidligere præsident Paz Zamora, sikrede kongressens valg af Sánchez de Lozada som præsident, og den 6. august 2002 svor han præsidenteden for anden gang. MNR:s platform indeholdt tre målsætninger: økonomisk genaktivering (inklusive jobskabelse), arbejde mod politisk korruption samt social integration.

## Indiansk præsident
Det bolivianske præsidentvalg blev afholdt den 18. december 2005. De to hovedkandidater var Juan Evo Morales Ayma fra MAS og Jorge Quiroga, leder af Poder Democratico y Social (PODEMOS) og tidligere leder af Acción Democrática Nacionalista (ADN).
Morales vandt valget med 53,74 % af stemmerne, en absolut majoritet som er usædvanlig i bolivianske valg. Han svor præsidenten ind den 22. januar 2006 for en femårig regeringsperiode. Inden hans officielle indsættelse i La Paz, indsattes han ved et Aymararitual på den arkæologiske lokalitet Tiwanaku i nærværelse af tusindvis af personer fra Aymarabefolkningen og repræsentanter fra hele Latinamerika. Selv om dette var symbolsk, så var ritualet ikke historisk baseret og især besøgt af Aymaras, ikke af den store Quechua-talende befolkning. Efter den spanske erobring i begyndelsen af 1500-tallet har denne region, med en majoritet af urbefolkning blevet styret af ætlinger af europæiske immigranter med kun få mestizer ved magten. Morales, som selv er Aymara, ser dette som, at "500 år af kolonisering er ovre og at en ny æra er begyndt".
Hans præsidentsejr har også sat nyt fokus for den amerikanske narkokrig i Sydamerika og dens mål om udryddelsen af coca. Den USA-støttede "Plan Dignidad" ("værdighedsplanen"), som er rettet mod at formindske kokainproduktionen til nul, ses af mange bolivianere som et angreb på deres levebrød og levevis. Morales, som selv er en leder for mange cocadyrkere, har sagt, at hans regering vil forsøge at forbyde narko, men at han vil bevare det legale marked for cocablade og arbejde for eksport af lovlige cocaprodukter.
Den 1. maj 2006 tilkendegav Morales sine intentioner om at på ny nationalisere bolivianske olie- og gasråstoffer. Morales fratrådte som præsident i 2019.